# 只為你
《只為你》，是日本男性偶像團體少年隊的第6張單曲和代表作之一。1987年6月24日發行。

## 簡介
是少年隊三位成員主演的東寶系電影《19～NINETEEN》的主題曲。同時也作為當年的「PLAYZONE'87　TIME-19」的主題曲，之後成為PLAYZONE的定番曲目。
打響指作為舞步節拍的風格大受歡迎。著名編舞家山田卓曾盛讚這首歌的編舞。曲中的響指節奏是以東山紀之的為準，因為隊長錦織一清的響指打得太小聲。
連續兩週成為《The Best Ten》的冠軍歌曲，在《The Best Ten》的年終榜上更高踞年度第3位。
實體唱片銷售方面，發售後首週即取得Oricon公信榜冠軍，連續4張單曲取得Oricon冠軍。總銷量達28.8萬張，是1987年度日本單曲銷量第10位。

## 收錄曲目
1. 只為你（君だけに）
作詞：康珍化；作曲：筒美京平；編曲：馬飼野康二
2. Midnight Lonely Beachside Band（ミッドナイト・ロンリー・ビーチサイド・バンド）
作詞：康珍化；作曲：筒美京平；編曲：馬飼野康二